# ジェフリー・コムズ
ジェフリー・コムズ（Jeffrey Combs、1954年9月9日 - ）は、アメリカ合衆国カリフォルニア州オクスナード生まれの俳優・声優である。

## 来歴
サンタマリアの演劇学校を経て、ワシントン大学で本格的に演技を学ぶ。何年か劇団へ在籍した後の1980年、ロサンゼルスへ移って1981年に映画デビューを果たす。
1985年に出演したカルトホラー映画「ZOMBIO/死霊のしたたり」の主人公Dr.ハーバート・ウェスト役でその名前も認知されるようになった。ホラー映画への出演が多く、劇中ではクセのある役柄を演じることも多い。コミカルな演技も披露しており、アカデミー監督賞受賞のピーター・ジャクソン監督によるホラー・コメディ「さまよう魂たち」では、マイケル・J・フォックス演じる主人公を執拗に追い回すFBI捜査官のダマーズをユーモラスに演じている。
2000年初期に死亡説が流れたのだが、誤報であり現在もテレビドラマや映画で俳優として活躍している。

## 出演作品

### 映画
- Honky Tonk Freeway (1981)
- この生命誰のもの Whose Life Is It Anyway? (1981)
- 2つの頭脳を持つ男 The Man with Two Brains (1983)
- ZOMBIO/死霊のしたたり Re-Animator (1985)
- フロム・ビヨンド From Beyond (1986)
- 超高性能兵器サイクロン Cyclone (1987)
- ロボ・ジョックス Robot Jox (1989)
- 死霊のしたたり2 Bride of Re-Animator (1990)
- ペンデュラム/悪魔のふりこ The Pit and the Pendulum (1991)
- ガイバー Guyver (1991)
- フォートレス Fortress (1993)
- ネクロノミカン Necronomicon (1993)
- 地底人アンダーテイカー Lurking Fear (1994)
- レニー・ゼルウィガーの危険な天使 Love and a .45 (1994)
- キャッスル・フリーク Castle Freak (1995)
- ノーマ・ジーンとマリリン Norma Jean & Marilyn (1996)
- さまよう魂たち The Frighteners (1996)
- ラストサマー2 I Still Know What You Did Last Summer (1998)
- マーシャル・ロー Martial Law (1998)
- TATARI タタリ House on Haunted Hill (1999)
- ファウスト（英語版） Faust: Love of the Damned (2001)
- グランド・ゼロ 感染源 Contagion (2001)
- フィアー・ドット・コム FeardotCom (2002)
- 死霊のしたたり3 Beyond Re-Animator (2003)
- スタック Stuck (2007) - オペレーターの声
- TATARI タタリ 呪いの館 Return to House on Haunted Hill (2007)
- ダークハウス Dark House (2009)
- デッドorキル Would You Rather (2012)
- Suburban Gothic (2014)
- Beethoven's Treasure (2014) ※ビデオ映画

### テレビドラマ
- 13日の金曜日 Freddy's Nightmares (1989)
- 超音速ヒーロー ザ・フラッシュ The Flash (1990)
- ウルトラマンパワード Ultraman: The Ultimate Hero (1994)
- バビロン5 Babylon 5 (1994)
- スター・トレック ディープ・スペース・ナイン Star Trek: Deep Space Nine (1994-1999)
- スター・トレック ヴォイジャー Star Trek: Voyager (2000)
- スター・トレック エンタープライズ Enterprise (2001-2005)
- CSI:科学捜査班 CSI: Crime Scene Investigation (2003)
- トワイライトゾーン Twilight Zone (2003)
- 4400 未知からの生還者 The 4400 (2005-2007)
- マスターズ・オブ・ホラー/ 『黒猫』 Masters of Horror (2007)
- コールドケース 迷宮事件簿 Cold Case (2009)
- クリミナル・マインド FBI行動分析課 Criminal Minds (2014)
- GOTHAM/ゴッサム Gotham (2015)

### テレビアニメ
- バットマン The New Batman Adventures (1997) - ジョナサン・クレーン/スケアクロウ
- スパイダーマン 新アニメシリーズ Spider-Man (2003) - 教授
- スーパー・ロボット・モンキー・チーム・ハイパーフォース GO! Super Robot Monkey Team Hyperforce Go! (2004-2006)
- ジャスティス・リーグ・アンリミテッド Justice League Unlimited (2004-2006)
- バットマン:ブレイブ&ボールド Batman: The Brave and the Bold(2009)
- 超ロボット生命体 トランスフォーマー プライム Transformers: Prime(2010 - ) - ラチェット
- アベンジャーズ 地球最強のヒーロー The Avengers: Earth's Mightiest Heroes (2010, 2012)
- ティーンエイジ・ミュータント・ニンジャ・タートルズ Teenage Mutant Ninja Turtles (2012, 2014) - ラットキング
- サンダーキャッツ Thundercats (2012)
- ドゥーム・パトロール Doom Patrol (2013)
- ベン10:オムニバース Ben 10: Omniverse (2014)
- ハルク: スマッシュ・ヒーローズ Hulk and the Agents of S.M.A.S.H. (2015)
- スタートレック:ローワー・デッキ Star Trek: Lower Decks (2021) - アギマス

### ゲーム
- Star Trek: Elite Force II(2003)
- Batman: Rise of Sin Tzu(2003) - ジョナサン・クレーン/スケアクロウ
- Transformers Prime: The Game (2012)
- Lego Marvel Super Heroes (2013)